# Фонд национальной элиты Ирана
Фонд национальной элиты Ирана (перс. بنیاد ملی نخبگان‎) — представляет собой организацию, занимающуюся выявлением, привлечением и поддержкой (финансовой и не финансовой) талантливых представителей иранского общества. Устав этой организации был принят на 562 заседании Высшего совета культурной революции 31 мая 2005 г. Своё первое заседание Совет попечителей Фонда провёл 15 мая 2006 г. Руководитель Фонда является заместителем президента страны по науке и технологиям.

## Цель
Целью создания Фонда является планирование и выработка стратегии для выявления, привлечения, руководства, различных видов поддержки, защиты и использования национальной интеллектуальной элиты для повышения уровня производства знания и технологий, для сбалансированного научного развития страны, а также для достижения более высокого статуса в сфере науки, технологий и экономики на региональном уровне в соответствии с перспективным планом развития страны до 2025 г.

## Руководство Фонда
Совет попечителей является высшим органом Фонда в области выработки стратегий и принятия решений и обладает всеми законными полномочиями по управлению этой организацией в пределах её задач и обязанностей. Председателем Совета попечителей выступает президент Ирана.
Президент (заместитель президента ИРИ) — высшая исполнительная должность в Фонде. Вице-президент Фонда избирается из числа удовлетворяющих необходимым требованиям штатных сотрудников.
Совет представителей элиты выполняет функции учёного совета Фонда и состоит из президента Фонда (председатель), вице-президента, заместителей президента и 7 сотрудников, назначаемых приказом президента Фонда из числа представителей элиты по представлению Совета попечителей с одобрения председателя последнего сроком на 5 лет.
Требования, предъявляемые к членам Совета представителей элиты, а также его обязанности определяются Советом попечителей.
Также в Фонде работают заместители по вопросам культуры, по планированию и надзору и по развитию управления и ресурсов.

## Условия получения статуса представителя национальной элиты
Представителями национальной элиты признаются следующие лица:
- призёры престижных общенациональных и международных научных олимпиад
- показавшие лучшие результаты на единых экзаменах
- изобретатели
- лучшие выпускники ВУЗов
- победители состязаний по коранистике
- выдающиеся учёные, экономисты, социологи и деятели культуры
- создатели уникальных ценных памятников литературы и искусства
- избранные представители университетов и научно-исследовательских учреждений
- лучшие преподаватели духовных школ и исследователи в области исламских наук.

## Поддержка выпускников
Фонд национальной элиты принял положение «О выявлении и поддержке лучших выпускников университетов», в котором разработал следующие формы поддержки выпускников, обладающих неординарными способностями.
С целью оптимального использования потенциала выпускников ВУЗов для научного развития страны Фонд предусматривает для них льготы, связанные с обязательной воинской повинностью по трём направлениям — для выпускников университетов, для выпускников зарубежных ВУЗов и для выпускников технических ВУЗов. Выпускники, удовлетворяющие необходимым условиям, могут исполнить свою воинскую повинность, реализуя исследовательский проект в научно-технологической среде.
Лучшие выпускники аспирантуры, предполагающие работать в какой-либо научной области, могут воспользоваться льготами постдокторантуры (премия шахида Чамрана) и льготами для привлечения в научные учреждения (премия Каземи Аштийани). Обе премии были учреждены в целях систематического привлечения кадров в университеты. Воспользовавшись льготами для постдокторантов, лучшие выпускники могут работать в университете на должности исследователя (сроком не более 2-х лет), создавая предпосылки для привлечения их в качестве штатных сотрудников. Кроме того, Фонд оказывает им поддержку, предоставляя такие льготы, как зарплата, премии, страховка на профессиональную деятельность, частичная страховка, а также льготы, связанные с отдыхом и культурно-массовыми мероприятиями. После того как лучший выпускник начинает свою деятельность в качестве штатного сотрудника университета, он может получать льготы в рамках исследовательских грантов и грантов на приобретение оборудования, а также льготы на отдых и культурно-массовые мероприятия.
Лучшие выпускники бакалавриата, магистратуры и аспирантуры, предполагающие работать в каком-либо учреждении промышленного комплекса, могут воспользоваться льготой для привлечения в технологические учреждения (премия шахида Техрани-мокаддама). В рамках этой программы лучшим выпускникам выплачивается часть зарплаты и страховки на профессиональную деятельность (сроком не более 3-х лет), а также предоставляются льготы на отдых и культурно-массовые мероприятия.
В случае привлечения в исполнительные органы власти лучшие выпускники бакалавриата, магистратуры и аспирантуры могут воспользоваться льготами на основании положения «О привлечении и удержании элитных человеческих ресурсов в органах исполнительной власти» (принято кабинетом министров 29.01.2012 г.), а также льготами на отдых и культурно-массовые мероприятия.
В рамках премии шахида Ахади, учреждённой Фондом национальной элиты, лучшие выпускники могут продолжить обучение в аспирантуре без экзаменов.
С целью частичного удовлетворения потребностей выпускников университетов Фонд установил льготы на отдых и культурно-массовые мероприятия для лучших из них (в частности потребительский кредит, строительный кредит, брачные субсидии, субсидии на жильё, паломнические и туристические поездки и т. д.).